# Larissa Contreras
Larissa Contreras Briones (Santiago, 1969) es una escritora de cuentos, guionista y actriz chilena.

## Biografía
Contreras se tituló como actriz en la Universidad Católica de Chile. En 1997 fue seleccionada para participar en los talleres literarios José Donoso a cargo de Carlos Cerda, realizados en la Biblioteca Nacional.

## Obra

### Libros
- 2005: Postales (Cuarto Propio, libro de cuentos)
- 2015: La leva (Ceibo Ediciones, novela)

### Guiones
Historias de teleseries originales
- 2002: Purasangre (TVN) (con Alejandro Cabrera)
- 2003: Pecadores (TVN) (con Alejandro Cabrera)
- 2011: Esperanza (TVN) (con Alejandro Cabrera)
- 2013: El regreso (TVN)

Adaptaciones de teleseries
- 1999: La fiera (TVN) - Original de Víctor Carrasco
- 2000: Romané (TVN) - Original de Sergio Bravo
- 2001: Pampa Ilusión (TVN) - Original de Víctor Carrasco
- 2001: Amores de mercado (telenovela chilena) (TVN) - Original de Fernando Aragón y Arnaldo Madrid
- 2004: Destinos cruzados (TVN) - Original de Pablo Illanes
- 2005: Versus (TVN) - Original de Pablo Illanes
- 2006: Disparejas (TVN) - Original de Marcelo Leonart y Ximena Carrera
- 2007: Amor por accidente (TVN) - Original de Marcelo Leonart y María José Galleguillos
- 2009: Sin anestesia (CHV) - Original de Sergio Bravo
- 2011: El laberinto de Alicia (TVN) - Original de Nona Fernández
- 2012: Reserva de familia (TVN) - Original de Ramón Campos y Gema R. Neira
- 2018: Casa de muñecos (Mega) - Original de Nona Fernández

Series de televisión
- 2013: El reemplazante (segunda temporada) (TVN)
- 2014: Los archivos del cardenal (segunda temporada) (TVN)

### En antologías
- 1998: Queso de cabeza y otros cuentos

## Premios
- Por «Rubio Ceniza»: Primer lugar en el Tercer Concurso Literario de Marie Claire.[1]
- Por «La doble vida de Memé»: Mención honrosa en Juegos Literarios Le Flaubert 1998.[1]
- Por «Somnium»: Finalista en el Concurso de Cuentos Paula 1998.[2]
- Por «Barrita de papel»: Primer lugar en el XXXIX Concurso Internacional de Cuentos Lena, en Asturias, España.[3]